# Erdélyi Református Egyházkerület

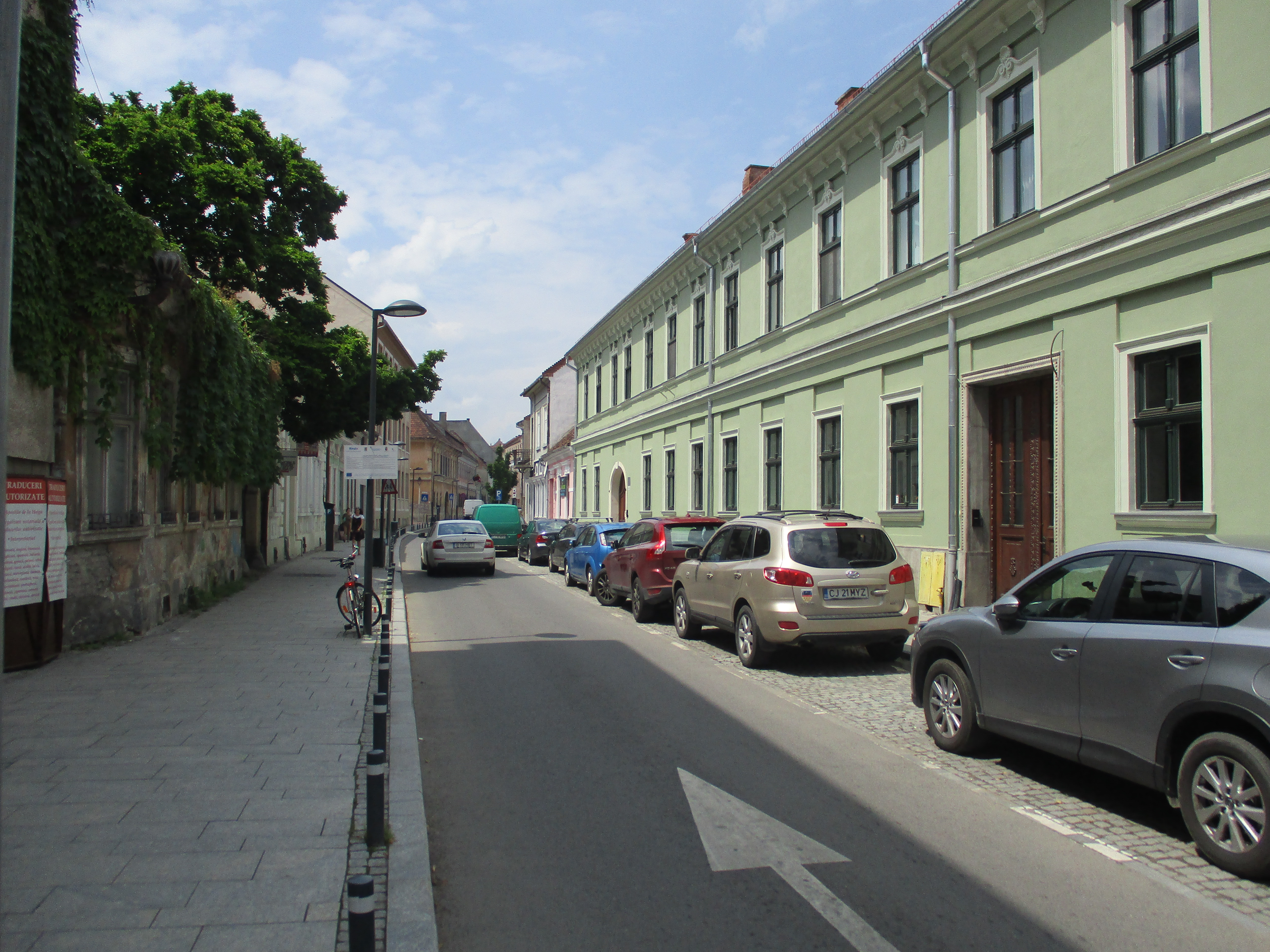
A püspöki hivatal épülete a Király/I.C. Brătianu utcában

Az Erdélyi Református Egyházkerület létrejöttének történelmi alapjaként a reformáció már a 16. század ötödik évtizedében meggyökerezett az erdélyi magyar lakosság körében és a református teológia hamarosan uralkodóvá vált. 1559-ben a marosvásárhelyi zsinat elfogadta az úrvacsoráról szóló református tanítást, majd 1564-ben, a nagyenyedi zsinaton a helvét, illetve lutheri irányú reformációk elváltak egymástól. Ettől az időponttól számítható az erdélyi református egyház létrejötte. és egyben az Erdélyi Református Egyházkerület is ekkor született meg.
A történelmi Erdély kisebb, mint a ma annak nevezett terület. Ma a Partium területén működik a Királyhágómelléki Református Egyházkerület, amely akkor a (debreceni székhelyű)  Tiszántúli Református Egyházkerülethez tartozott. Az 1920. június 4-én aláírt trianoni békediktátum Erdélyt Partiummal Romániához kapcsolta, és így megszületett Nagy Erdély is egyben.
A kommunista időszakban az Erdélyi Református Egyházkerület, más felekezetek egyházkerületei mellett elveszítette épületeit és vagyonait. A mai napig is csak ezeknek csak egy részét kapta vissza. Kolozsvárott sikerült újraindítani a református gimnáziumot – kollégiumot (I.-XII. osztályokkal), amely a kezdeti évek után beköltözhetett a visszakapott kollégiumi épületbe, ahol kollégiumi szállások is vannak. Azelőtt a vidéki tanulók az államtól bérelt bentlakásokban, mostoha körülmények között laktak. A kolozsvári iskolán kívül öt városban (Marosvásárhely, Nagyenyed, Sepsiszentgyörgy, Székelyudvarhely és Kézdivásárhely) indultak református osztályok, amelyek később önállósultak. Kézdivásárhelyen és Nagyenyeden az Egyházkerület támogatásával internátust is sikerült létrehozni.